# Strmoglavljenje helikopterja v Brovariju
18. januarja 2023 je Eurocopter EC225 Super Puma (bočna številka 54) prevažal ministra za notranje zadeve Ukrajine Denisa Monastirskega, njegovega namestnika Jevgena Jenina in državnega sekretarja Jurija Lubkoviča, ko je strmoglavil na vrtec v Brovariju, predmestju Kijeva v Ukrajini. V nesreči je umrlo najmanj štirinajst ljudi, med njimi Monastirski, Jenin in Lubkovič. Med smrtnimi žrtvami je bil tudi otrok, ki je bil v času incidenta na tleh, najmanj 25 drugih pa je bilo ranjenih.

## Trk
Po besedah Kirila Timošenka, namestnika vodje urada predsednika Ukrajine, so potniki na krovu potovali v bojno cono, ko je helikopter malo po osmi uri zjutraj strmoglavil na tla. Očividci so pričali o megli na kraju incidenta, medtem ko so drugi govorili o požaru na krovu helikopterja ter kasnejše vrtenje in izgubo višine. Helikopter se je zaustavil pred avtomobilom in šolskim avtobusom, ki sta bila v kasnejšem požaru oba poškodovana.

## Preiskava
Helikopter je strmoglavil v megli. O tujem vzroku ni bilo nobenih navedb, čeprav pristojni niso takoj navedli vzroka nesreče. Državna varnostna služba SBU je potrdila preiskavo možnih vzrokov za nesrečo, vključno s kršitvijo pravil letenja, tehnično okvaro ali namerno uničenje helikopterja.

## Odzivi
Do imenovanja novega ukrajinskega notranjega ministra je bil za začasni mandat imenovan Igor Kimenko, generalni načelnik ukrajinske policije.
Številni ukrajinski, evropski in ameriški uradniki, vključno z ukrajinskim predsednikom Volodimirjem Zelenskim, ukrajinskim zunanjim ministrom Dmitrom Kulebo, ukrajinskim premierjem Denisom Šmihalom, predsednikom Evropskega sveta Charlesom Michelom in veleposlanico ZDA v Ukrajini Bridget A. Brink, so se žrtvam poklonili in izrazili svoja sožalja.